# قضقاض
القضقاض أو البَاسية أو اللِِياء (باللاتينية: Bassia) جنس يضم حوالي 150 نوعاً من النباتات البرية العشبية معظمها نباتات حولية وبعضها مخشوشبة معمرة. كان قديماً يصنف ضمن الفصيلة الرمرامية (باللاتينية: Chenopodiaceae) التي ضمت حديثاً كأسرة للفصيلة القُطَيفية (باللاتينية: Amaranthaceae)، من ثنائيات الفلقة.

## من أنواعهالواطنةفيالوطن العربي
- القضقاض الأرجواني (باللاتينية: Bassia muricata) في بلاد الشام ومصر والمغرب العربي وقبرص
- القضقاض حامل الصوف (باللاتينية: Bassia eriophora) في بلاد الشام وشبه الجزيرة العربية ومصر
- القضقاض زوفي الأوراق (باللاتينية: Bassia hyssopifolia) في بلاد الشام والقوقاز وشرق أوروبا
- القضقاض صوفي السداة (باللاتينية: Bassia eriantha) في بلاد الشام ومصر
- قضقاض عربي (باللاتينية: Bassia arabica) في الجزيرة العربية وبلاد الشام ومصر والمغرب العربي
- القضقاض اللبدي (باللاتينية: Bassia tomentosa) في المغرب العربي
- قضقاض مصري (باللاتينية: Bassia aegyptiaca) في مصر
- القضقاض المفترش (باللاتينية: Bassia prostrata) في المغرب العربي ومعظم مناطق أوروبا وتركيا والقوقاز
- القضقاض المكنسي (باللاتينية: Bassia scoparia) في بلاد الشام وتركيا والقوقاز وبعض مناطق أوروبا

## التوزيع
أعطانها الأصلية: أفغانستان، ألبانيا، الجزائر، ألتاي، أمور، النمسا، بالياريس، بلغاريا، بورياتيا، جزر الكناري، مقاطعات كيب، روسيا الأوروبية الوسطى، الصين الشمالية الوسطى، جنوب وسط الصين، جنوب شرق الصين، تشيتا، قبرص، تشيكوسلوفاكيا، مصر، أثيوبيا، فرنسا، الولايات الحرة، ألمانيا، اليونان، شبه الجزيرة العربية، هاينان، المجر، الهند، منغوليا الداخلية، إيران، العراق، إيركوتسك، إيطاليا، اليابان، كازاخستان، خاباروفسك، قيرغيزستان، كوريا، كراسنويارسك، القرم، الكويت ، لبنان - سوريا، ليبيا، ماديرا، مالي، منشوريا، موريتانيا، منغوليا، المغرب، ناميبيا، شمال أوروبا روسي، شمال غرب أوروبا، عُمان، باكستان، فلسطين، بولندا، بريموري، تشينغهاي، رومانيا، سخالين، المملكة العربية السعودية، سيلفاجنز، سيناء، جنوب أوروبا روسي، إسبانيا، سويسرا، طاجكستان، تكساس، التبت، عبر القوقا، تونس، تركيا، تركمانستان، توفا، أوكرانيا، أوزبكستان، غرب الهيمالايا، غرب سيبيريا، الصحراء الغربية، شينجيانغ، اليمن، يوغوسلافيا.

### المناطق التي أُدخلت إليها
ألاباما، ألبرتا، شمال شرق الأرجنتين، شمال غرب الأرجنتين، جنوب الأرجنتين، أريزون، كولومبيا البريطانية، كاليفورنيا، وسط تشيلي، كولورادو، كونيتيكت، ديلاوير، شرق بحر إيجه، أيداهو، إلينوي، إنديانا، آيوا، كانساس، كنتاك، كينيا، كريتي، لويزيانا، مانيتوبا، ماريلاند، ماساتشوستس، شمال غرب المكسيك، ميشيغان، مينيسوتا، ميسيسيبي، ميزوري، مونتانا، ميانمار، نبراسكا، نيبال، نيفادا، نيو برونزويك، نيو هامبشاير، نيو مكسيكو، نيويورك، نيوزيلندا الجنوبية، نورث كارولينا، نورث داكوتا، أوهايو، أوكلاهوما، أونتاريو، أوريغون، بنسلفانيا، كيبيك، رود آي، ساردينا، ساسكاتشوان، سيسيليا، ساوث كارولينا، ساوث داكوتا، السودان، تينيسي، تركيا الأوربية، يوتا، فيرمونت، فيتنام، فرجينيا، واشنطن، ويسكونسن، وايومنغ.